# Ðenaši
Ðenaši (cyr. Ђенаши) – wieś w Czarnogórze, w gminie Budva. W 2003 roku liczyła 3 mieszkańców.